# كيتا أميناتا مايجا
كيتا أميناتا مايجا، وتُعرف أيضًا باسم أميناتا ميجا كيتا، (وُلِدت؟) هي مناصرة لقضايا الرعاية الصحية والصحة العامة والأطفال. تولت منصب سيدة دولة مالي الأولى في الفترة بين 4 سبتمبر 2013 و19 أغسطس 2020 بصفتها زوجة الرئيس إبراهيم بوبكر كيتا. قادت مايجا خلال فترة رئاسة زوجها حملات لتحسين الرعاية الصحية والتعليم ورفاهية الأمهات والأطفال والبيئة والرياضة. أطلقت مايجا حملة قومية في أكتوبر 2015 لإنهاء زواج القصر في مالي.

## السيرة الذاتية
تنحدر مايجا من بلدية بوريم في منطقة جاو في شمال مالي. عمل والدها، الطاهر ميجا، وزيرا في حكومة الرئيس موديبو كيتا في الستينيات من القرن العشرين. درست أميناتا مايجا في جامعة نانت في فرنسا.
أشرفت مايجا على التبرع بأدوات صحية لمدينة سيغو بقيمة أكثر من 30 مليون فرنك أفريقي، كجزء من حملة تنظيف تسمى عملية تنظيف بلدية سيجو (بالفرنسية: l'Opération Ségou Commune Propre). تم التبرع بأدوات صحية إضافية لمدينو سيكاسو في الجنوب تحت إشراف السيدة الأولى.
في منتصف العقد الثاني من القرن 21، شكّل وباء فيروس إيبولا في دولتي غينيا وليبيريا المجاورتين تهديدًا كبيرًا للصحة العامة في مالي. أطلقت السيدة الأولى أميناتا مايجا حملة توعية بفيروس إيبولا تستهدف أطفال المدارس، تحت اسم "Ecole contre Ebola" (المدرسة في مواجهة إيبولا) لمنع الانتشار المحتمل للمرض.
أطلقت السيدة الأولى كيتا أميناتا مايجا حملة قومية بعنوان «تعليم الفتيات للقضاء على زواج القاصرات» في 11 أكتوبر 2015 لإنهاء زواج القصر في مالي. أعلنت مايجا عن المبادرة، المدعومة من الاتحاد الأفريقي، خلال تصريح في مدينة كونوبوجو.
خلال قمة أفريقيا-فرنسا في 2017 التي عقدت في باماكو، استضافت كيتا أميناتا مايجا حدثًا يضم السيدات الأوليات الأفريقيات للترويج للرعاية الصحية الإنجابية للشباب في أفريقيا.
تترأس مايجا جمعية AGIR التي تأسست في 1994 ثم صارت منظمة غير حكومية في يونيو 2005. كما تعد مايجا عضوًا في اللجنة الأوليمبية والرياضية في مالي منذ عام 2000.
أطاح الانقلاب العسكري في مالي بزوجها الرئيس في أغسطس 2020.